# Stefan Strumbel

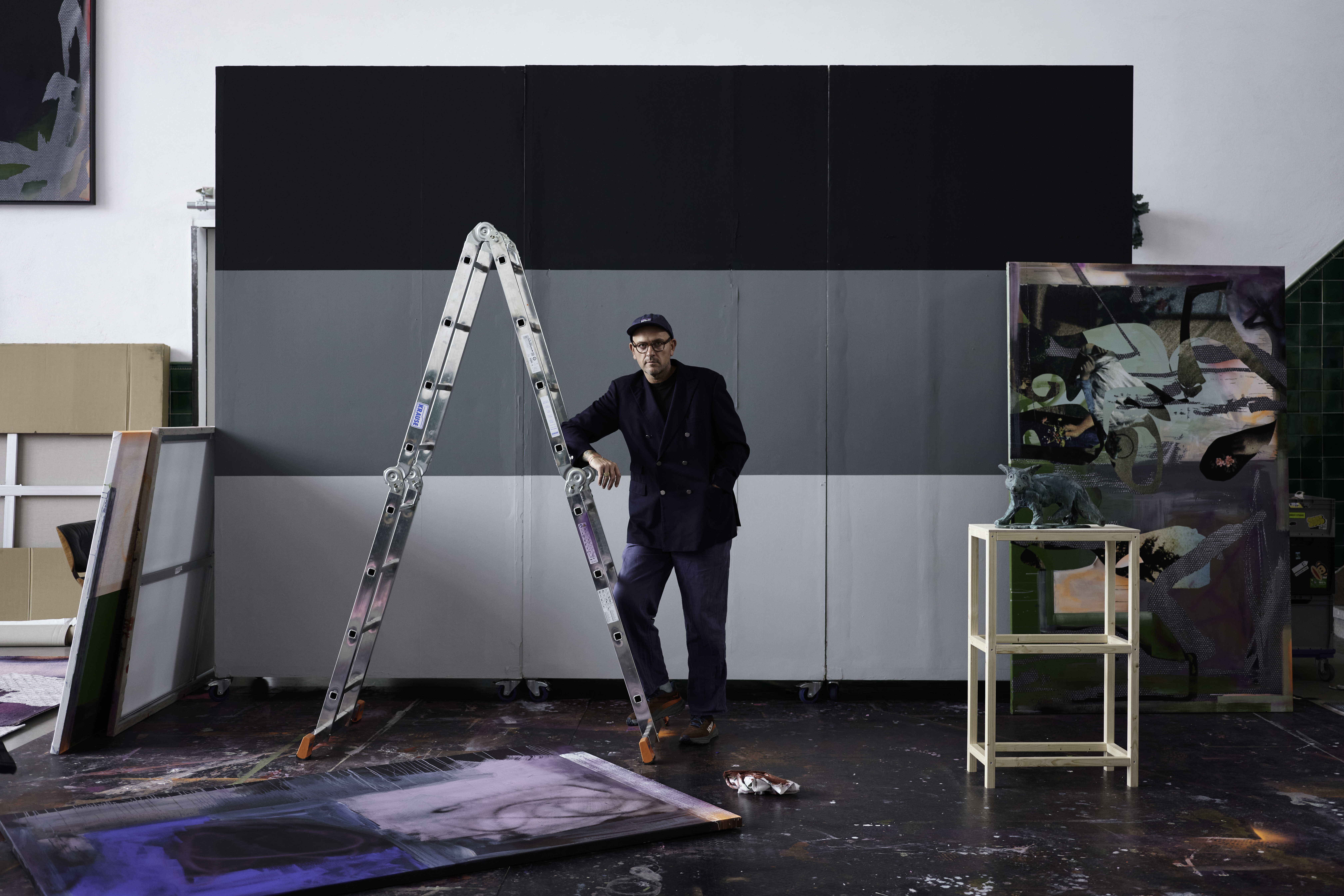
Stefan Strumbel in seinem Atelier

Stefan Strumbel (* 17. Mai 1979 in Offenburg) ist ein deutscher Künstler. In seiner Kunst bedient er sich traditioneller Motive, die mit seiner eigenen Heimat, dem Rheintal, assoziiert werden. Auf einer abstrakten Ebene setzt sich Strumbel mit den Paradigmen von „Heimat“ auseinander und hinterfragt den Begriff gleichzeitig. Stefan Strumbel lebt und arbeitet in Offenburg.

## Leben
Stefan Strumbel wurde 1979 als Sohn des ehemaligen jugoslawischen Judokas Toni Strumbel (* 19. August 1941 in Ljubljana; † 11. November 2014 in Offenburg), der 1962 als Elektriker nach Deutschland ausgewandert war, geboren. 1993 entdeckte Strumbel seine Leidenschaft für Graffiti/Murals. Er besprühte Wände und Züge, wodurch er 1996 das erste Mal Schwierigkeiten mit der Justiz bekam und Verhandlungen wegen Sachbeschädigung führen musste. Ab 2001 entschied sich Stefan Strumbel als freischaffender Künstler zu arbeiten und wurde 2007 mit dem Stipendium der Kunststiftung Hohenkarpfen sowie mit einem Montana Stipendium ausgezeichnet.

## Werk

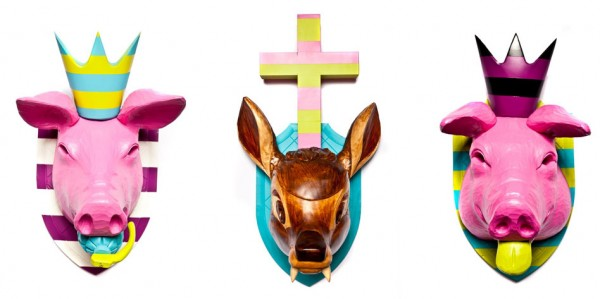

In seinen Werken überzeichnet Stefan Strumbel Kultur- und Kultgegenstände wie Kuckucksuhren, Holzmasken aus der alemannischen Fastnacht oder Kruzifixe mit Stilelementen der Street Art und der Pop Art und stellt sie in einen neuen, teils provokanten Kontext. Beispielsweise ersetzt er signifikante Elemente der Kuckucksuhr wie Schnitzereien von ursprünglichen Heimatsymbolen durch Motiven, die mit Gewalt, Pornografie und Tod assoziiert werden. Die äußere Form der Objekte verrät auf den ersten Blick nichts von den verstörenden Inhalten – immer solide und akribische Holzschnitzereien, die mit der Lackierung in leuchtenden Farben die Anmutung einer oberflächlichen Popkultur tragen.
Stefan Strumbel initiiert einen Wertewandel: In seiner Transformationskunst verschwinden traditionelle Wertvorstellungen, ein verklärtes Heimatempfinden und die Wirklichkeit der individuellen Herkunft hinter einer Ästhetik, die zum Sinnbild von gesellschaftlichen Statussymbolen wird. Er demaskiert die Mechanismen einer Gesellschaft, die in ihrem Streben nach Status und Konsum allgegenwärtigen Reizen der Medien erliegt. Mit seinen Objekten schafft der Künstler eine Scheinwelt, die der gesellschaftlichen Realität als Spiegel dient.
Das Konstrukt Heimat wird zur Metapher existenzieller Fragen nach der Identität: Wie definiere ich Heimat? Wie ist meine Selbstwahrnehmung? Was reflektiert mich nach außen? Wie und worüber definiere ich mich selbst?
Zu Stefan Strumbels Sammlern gehören Karl Lagerfeld und Hubert Burda.

### Kirche Goldscheuer

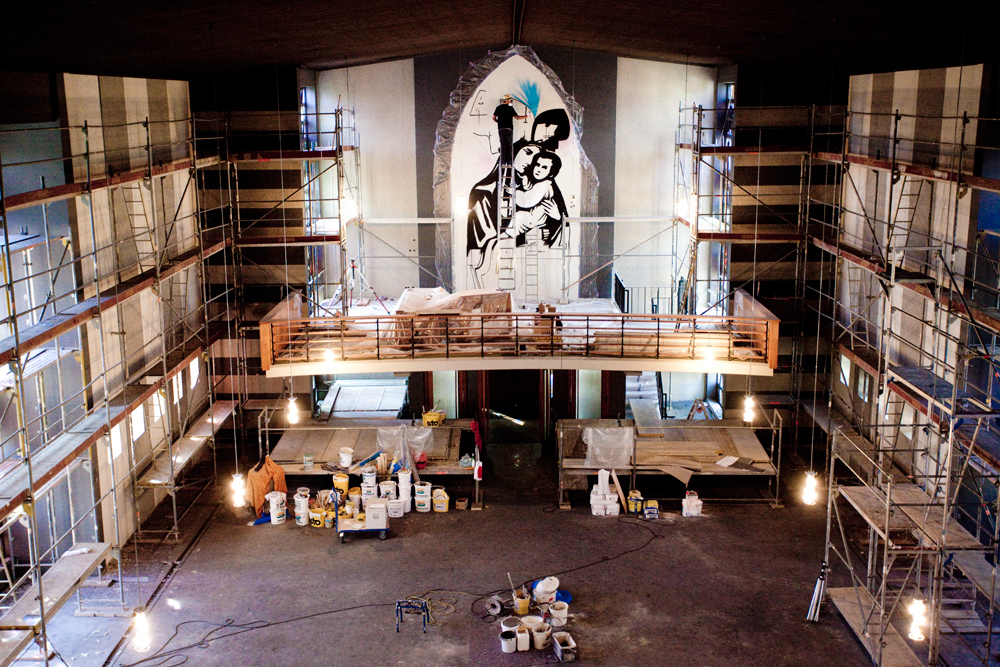
Der Innenraum Kirche in Goldscheuer mit Blick auf die Madonna und den Künstler bei der Arbeit

Strumbel gestaltete 2011 den Innenraum der katholischen Kirche Maria, Hilfe der Christen des Ortes Goldscheuer.
Nach anfänglicher Skepsis an moderner Kunst in der Dorfkirche, stand die Gemeinde gänzlich hinter ihm.
Auf einer Empore über dem Eingang thront eine sechs Meter große Madonna in Hanauer Tracht mit dem Jesuskind. Über den Kerzen der Fürbitte bieten Comic-Sprechblasen Freiraum für die Gebete und Wünsche der Gläubigen. Sie ist die erste Graffiti-Kirche Deutschlands.

### Weinende Maria

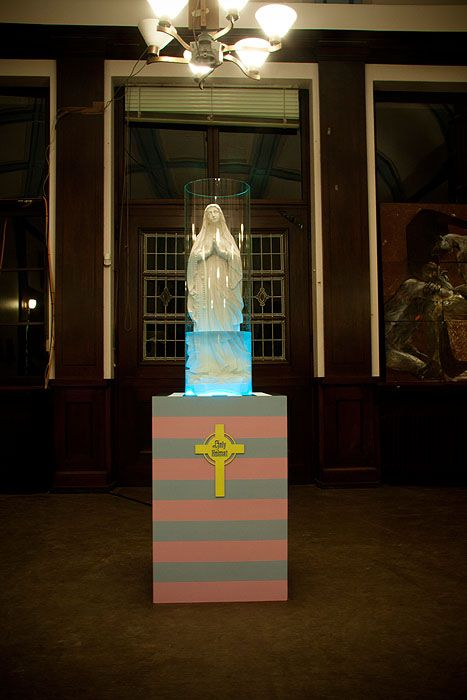
Die Marien-Statue

2011 gestaltete Stefan Strumbel gemeinsam mit der Jugendorganisation Jugend gegen AIDS eine Marienstatue, die durch Gefällt Mir Angaben auf der Facebook-Seite live Tränen weinte. Die Tränen wurden symbolisch über das Leid vergossen, das mit der strikten Kondom-Politik der katholischen Kirche einhergeht. Die Aktion verbreitete sich schnell in den sozialen Netzwerken und war eine der ersten ihrer Art.

### Bühnenbild
2013 bekommt Stefan Strumbel von der Stuttgarter Staatsoper den Auftrag das Bühnenbild für die Inszenierung von Puccinis Oper „La Bohème“ durch Andrea Moses zu gestalten. Das Bühnenbild wird nach Aussage des Künstlers dreidimensional angelegt. Am 30. Mai 2014 fand die Premiere statt.

### Karlsruher Stuhl
Anlässlich des 300. Stadtjubiläums von Karlsruhe schuf Strumbel im Auftrag des Hauses Baden eine Bronzeplastik, die einen Polsterstuhl zeigt, der anstatt auf Beinen auf einem Baumstumpf ruht. Auf dem Stuhl, der beim Schloss steht, kann jeder Platz nehmen und es dem Gründer von Karlsruhe Karl III. Wilhelm (Baden-Durlach) gleichtun und seinen Träumen nachhängen. Dies wird auch noch durch eine Comic-Denkblase auf der Rückseite des Stuhls symbolisiert. Durch Scannen eins QR-Codes am Denkmal können Smartphone-Nutzer Wissenswertes zu Karl Wilhelm, der Stadtgründung und zum Künstler erfahren.

### Tannenzapfen
2016 stellt er vor der Rothausbrauerei in Grafenhausen zwei 15 m hohe Tannenzapfen mit Kettengliedern aus Stahl auf, der Name des Kunstwerks ist „Verstehen ist ein Gefühl von Heimat“. Dieses 6 Tonnen schwere Kunstwerk, auf genau 1000 m Höhe, stellt die Gewichte einer Kuckucksuhr dar, die die Region Schwarzwald symbolisieren sollen. Die zwei Tannenzapfen sind die größten der Welt und das derzeit größte Kunstwerk Stefan Srumbels. Die Skulptur mit rostiger (brauner) Oberfläche ist begehbar, sie soll nach Wunsch des Künstlers angefasst, durchquert und erlebt und nicht nur betrachtet werden. Das Werk entspräche seinem neuen Stil, der nicht mehr grell und provozierend sei, sondern sich auf den Inhalt konzentriere, so Strumbel in einem Interview mit der Deutschen Presse Agentur.

## Ausstellungen (Auswahl)

### Einzelausstellungen

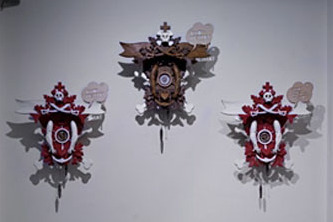
Kuckucksuhren

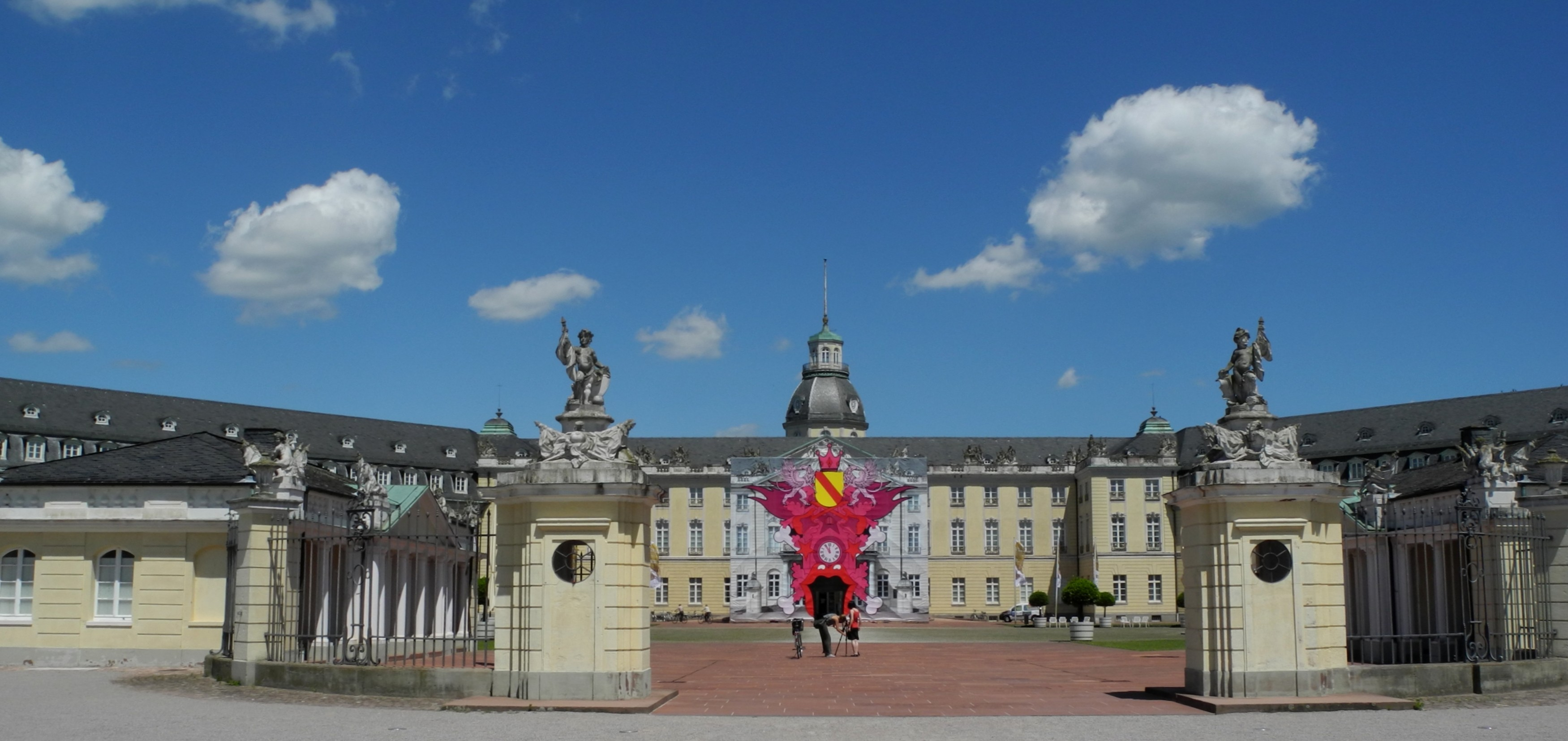
Kuckucksuhr von Stefan Strumbel als Fassadenschmuck des Karlsruher Schlosses während der Landesausstellung Baden! 900 Jahre im Jahr 2012

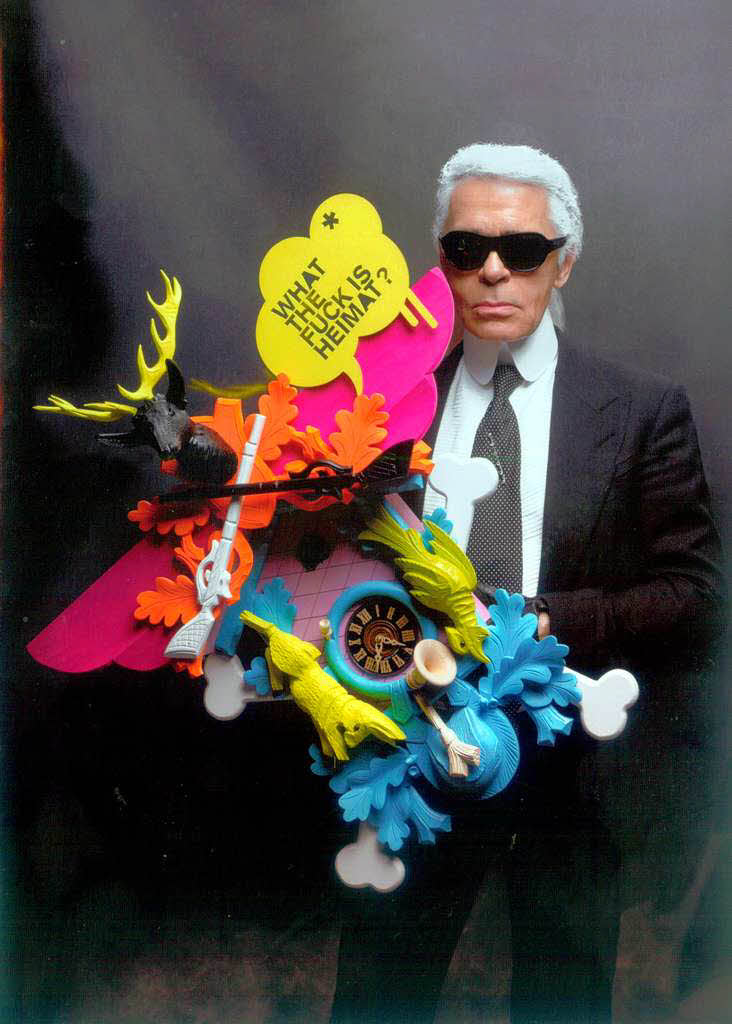
Karl Lagerfeld mit einer Sprühlackuhr von Stefan Strumbel

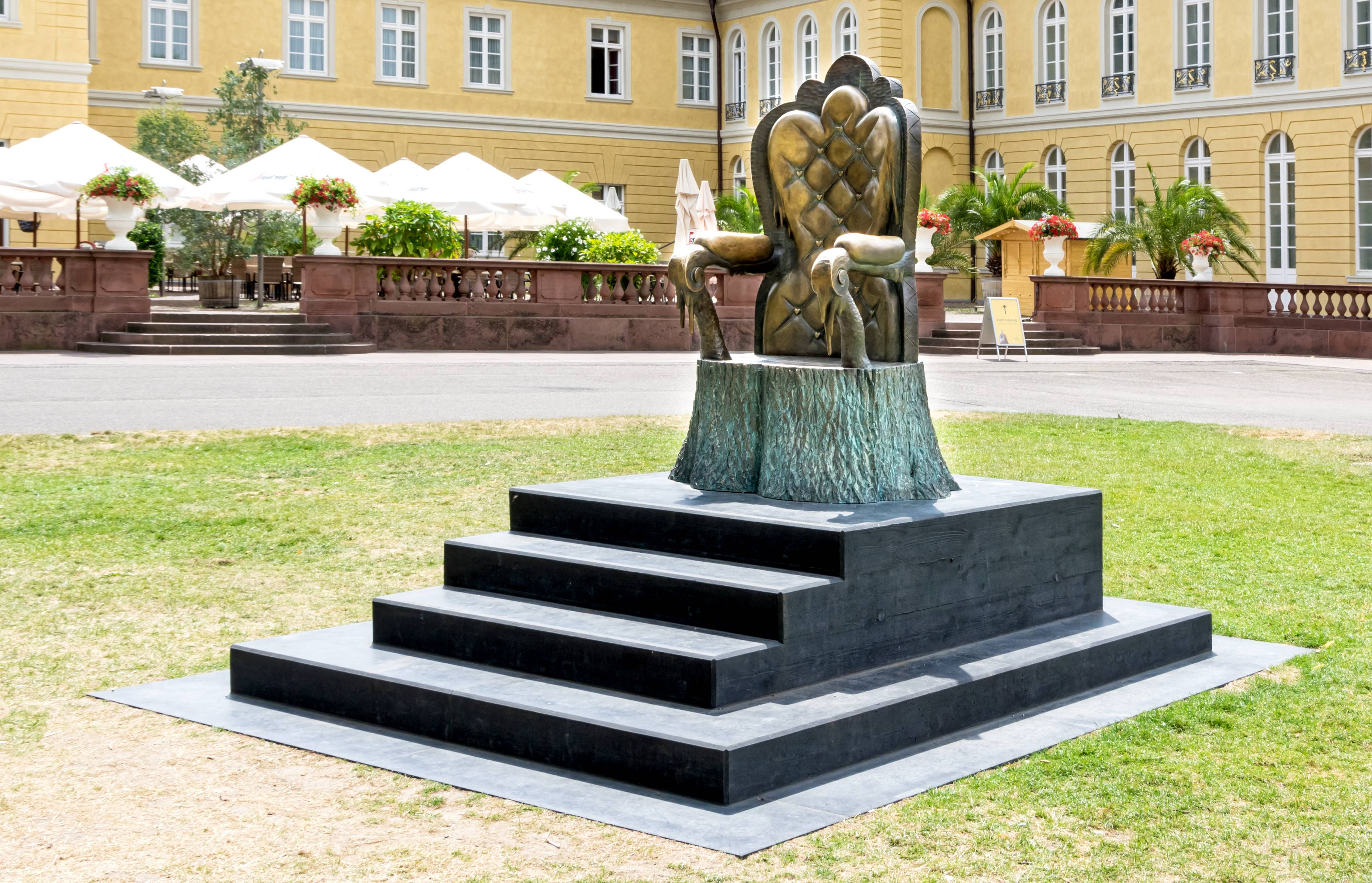
Der Stuhl zum 300-jährigen Stadtjubiläum am Karlsruher Schloss, gespendet vom Haus Baden

- 2003: Street inc, Halle 02, Heidelberg
- 2006: deineheimat, Vail, Colorado
- 2006: Skulpturenprojekt strumbel trees, Franz Volk Park, Offenburg
- 2006: deineheimat, Kunstverein Offenburg
- 2009: Stefan Strumbel - Heimat, ufoArtgallery, Hong Kong
- 2009: One Man Show, Galerie Springmann, Freiburg
- 2010: Stefan Strumbel, Circleculture Gallery, Berlin[14]
- 2011: macht heimat, Galerie Springmann, Düsseldorf[15]
- 2012: Holy Heimat, Badisches Landesmuseum Karlsruhe, Museum am Markt[16]
- 2012: Ausstellung im Schloss Neuenbürg[16]
- 2012: Kunstverein Hamburg
- 2014: What the fuck is Heimat?, Circleculture Gallery, Berlin
- 2015: Handle with care, Kunstverein Göppingen
- 2015: Stefan Strumbel, Städtische Galerie Offenburg
- 2018: Stefan Strumbel, Osthaus Museum Hagen
- 2018: Stefan Strumbel, Museum Art Plus

### Gruppenausstellungen
- 2007: It’s about to blow up!, UAMO Kunstfestival, München
- 2007: Kunst-Brücke, Galeria Sztuki Wspolczesnej BWA, Olsztyn
- 2007: The walls belong to us, Brooklyn/New York
- 2007: 2nd Hand Smoke, Modart, Köln
- 2008: Creative Clash/Lange Nacht der Museen, krauts gallery, Mannheim
- 2008: Totale Weiblichkeit, Galerie Springmann, Freiburg
- 2008: Young Blood, Forum Kunst, Rottweil
- 2008: Diverse Chorus, Galerie Neurotitan, Berlin
- 2010: Le salon du cercle de la culture a Berlin, Circleculture Gallery, Berlin[17]
- 2008: Landscape, Galerie KUB, Leipzig
- 2010: ESCAPE 2010 - Escape the Golden Cage, Wien
- 2010: Freiburg Green City, EXPO 2010, Shanghai
- 2010: Polo Jeans Co. Art Stars Auktion, Phillips de Pury, London
- 2011: New Art - formerly known as: New Art, Circleculture Gallery, Berlin[18]
- 2011: The Urban Artist, Circleculture Gallery, Soho House Berlin
- 2011: The Urban Artist - Hamburg, Circleculture Gallery, Hamburg[19]
- 2013: art Karlsruhe, Karlsruhe[20]
- 2013: 1. Kunsttage Offenburg
- 2013: macht Heimat!, Draiflessen Collection, Mettingen[21]
- 2014: Alles schön und gut, Herbert Gerisch Stiftung, Neumünster
- 2014: Knock! Knock!, Galeria Javier López, Madrid
- 2014: Neon – Vom Leuchten der Kunst, Stadtgalerie Saarbrücken
- 2015: 20 Jahre Kunstgruppe, Salon Schmitz, Köln
- 2016: Wertical 01, Michael Horbach Foundation, Köln
- 2016: La Rosa by Aaron Rose, Los Angeles Project Space
- 2016: The Snoring Princess, Salon Schmitz, Köln
- 2017: Gartenschau / Gallery Weekend Berlin, Galerie Johann König Berlin
- 2018: Ruttkowski;68 / Grand Opening / Paris
- 2019: mixed pickles / Gallery Weekend Berlin / Ruttkowski;68

### Projekte
- 2011: Maria, Hilfe der Christen, Gestaltung des Kircheninnenraums / Church Interior Design, Goldscheuer
- 2013: Skywalkers, Art Karlsruhe
- 2014: La Bohème, Oper Stuttgart
- 2015: Spende Blut, DRK & Kunstverein Göppingen
- 2015: Denkmal für Karl III. Wilhelm von Baden-Durlach, Schlossgarten Karlsruhe
- 2016: Kunst am Bau, Staatsbrauerei Rothaus
- 2016: Public Sculpture, Göppingen Oberhofen-Park
- 2016: Kunst am Bau, Fachhochschule Offenburg
- 2016: Kunst am Bau, Sparkasse Offenburg
- 2017: Skulptur Triennale, Bingen am Rhein
- 2017: Gartenschau / Gallery Weekend Berlin, Johann König Galerie Berlin

## Publikationen
- 2007: Rocking your Homeland, Modart Magazine, Nr. 15.
- 2007: Squatting the white cube, Modart Magazine, Nr. 16.
- 2010: The Clockmaker’s Retreat, The New York Times, 3. Februar 2010.
- 2010: Meine Idee für Deutschland, Berlin Verlag ISBN 3-8270-1009-8, September 2010.
- 2011: „T“-Artwork, The New York Times Style Magazine, 1. Mai 2011.
- 2012: Jacqueline Maltzahn-Redling: Welcome Heimat! In: Stefan Strumbel: Holy Heimat. Info Verlag, Karlsruhe 2012, ISBN 978-3-88190-695-1.
- 2014: Stefan Strumbel. Transformation folkloristischer Klischees, Monografie, dt./engl., Distanz Verlag, September 2014, ISBN 978-3-95476-087-9.
- 2015: Stefan Strumbel, Hrsg. Städtische Galerie Offenburg, modo Verlag, Freiburg 2015.
- 2016: Stefan Strumbel, Hrsg. Kunstverein Göppingen, Verlag Kunsthalle, Göppingen 2016.